# شغل التنفس
شغل التنفس (بالإنجليزية: Work of breathing)‏ هي الطاقة المبذولة لاستنشاق غاز التنفس وزفيره. يُعبَّر عنها عادةً بوحدة الشغل لكل وحدة حجم، مثل جول/لتر، أو بمعدل الشغل (القدرة)، مثل جول/دقيقة أو ما يعادلها، إذ لا تُعَدُّ مفيدةً دون مراعاة الحجم أو الزمن. يمكن حسابها بضرب الضغط الرئوي في التغير في حجم الرئة، أو باستهلاك الأكسجين الناتج عن التنفس.
في حالة الراحة الطبيعية، يشكل التنفس حوالي 5% من إجمالي استهلاك الجسم للأكسجين. وقد يزداد بشكل كبير بسبب المرض أو القيود على تدفق الغازات التي يفرضها جهاز التنفس أو الضغط المحيط أو تركيب غازات التنفس.

## آلية التنفس
تكون حالة الاسترخاء الطبيعية للرئتين والصدر فارغة جزئيًا. يتطلب الزفير الإضافي جهدًا عضليًا. الشهيق شغلية نشطة تتطلب جهدًا. بعض هذه الأعمال تهدف إلى التغلب على مقاومة الاحتكاك للجريان، ويستخدم جزء منه لتشويه الأنسجة المرنة، ويُخزن بوصفه طاقة محتملة، وتُستعاد أثناء شغلية الزفير المنفعلة، والتنفس المدي هو تنفس لا يتطلب انقباضًا عضليًا نشطًا أثناء الزفير. تُوَفر الطاقة المطلوبة من خلال الطاقة المرنة المخزنة.
عندما تكون هناك زيادة في مقاومة تدفق الغاز، ينخفض معدل التنفس الأمثل

## الشغل ضد الارتداد المرن
يُخزن هذا الشغل (بشكل عام أثناء مرحلة الاستنشاق) بوصفه طاقة محتملة يتم استعادتها أثناء الزفير

## الشغل ضد المقاومة غير المرنة
إن فرق الضغط مطلوب للتغلب على مقاومة الاحتكاك لتدفق الغاز بسبب اللزوجة، ومقاومة القصور الذاتي بسبب الكثافة، وتوفير مكونات غير مرنة لحركة أنسجة مجرى الهواء لاستيعاب التغيير في حجم الرئة.

## ضغط مجرى الهواء الديناميكي
يحدث الضغط الديناميكي للمجاري الهوائية عندما يساوي الضغط داخل الجنبة [الإنجليزية] الضغط السنخي أو يتجاوزه، مما يؤدي إلى انهيار ديناميكي للمجاري الهوائية الرئوية. ويُسمى هذا الضغط ديناميكيًا نظرًا لاختلاف الضغط عبر الرئة [الإنجليزية] (الضغط السنخي - الضغط داخل الجنبة) بناءً على عوامل تشمل حجم الرئة والمرونة [الإنجليزية] والمقاومة والأمراض الموجودة وإلخ. ويحدث أثناء الزفير القسري عندما يكون الضغط داخل الجنبة أكبر من الضغط الجوي (القيم البارومترية الموجبة)، وليس أثناء الزفير السلبي عندما يظل الضغط داخل الجنبة تحت الغلاف الجوي (أي أقل منه) (القيم البارومترية السلبية). سريريًا، يرتبط الضغط الديناميكي غالبًا بصوت الصفير أثناء الزفير القسري، كما هو الحال لدى المصابين بداء الانسداد الرئوي المزمن (COPD). تؤثر كثافة الغاز أيضًا على انخفاض الضغط في المجاري الهوائية، حيث تؤدي الكثافة العالية إلى انخفاض أكبر في الضغط عند معدل تدفق حجمي معين، مما يؤثر على الغوص تحت الضغط المحيط، وقد يحد من التهوية عند كثافات تزيد عن 6 غ/لتر. ويمكن أن يتفاقم هذا الوضع بسبب حمل رئوي ساكن سلبي. يُحاكي هذا التأثير مقاوم ستارلينج.

## الميكانيكا
يُعرَّف الشغل بأنه قوة تُؤثَّر على مسافة، وحدة قياس الشغل في النظام الدولي للوحدات هي الجول، وهي تعادل قوة مقدارها نيوتن واحد تُؤثَّر على مسافة متر واحد. في تدفق الغاز عبر مقطع ثابت، يُعادل هذا الحجم المتدفق ضد الضغط:
الشغل = الضغط × الحجم
والقدرة = الشغل / الزمن
مع وحدات النظام الدولي للوحدات للقدرة: الواط = جول في الثانية
ينبغي الإشارة إلى مصطلح "شغل التنفس" بدقة أكبر باسم "قوة التنفس"، إلا إذا كان يشير إلى الشغل المرتبط بعدد مُحدَّد من الأنفاس أو فترة زمنية مُحدَّدة. من المهم التمييز بين مصطلحي "معدل التنفس" و"تردد التنفس". على الرغم من استخدام المصطلحين بشكل مُتبادل، فإن "معدل التنفس" يُشير إلى معدل التنفس ويُقاس بعدد الأنفاس في الدقيقة (BPM). من ناحية أخرى، يُشير "تردد التنفس" إلى مُركَّب تردد نفس واحد ويُقاس بالهرتز.

## العلامات السريرية لزيادة شغل التنفس
لأن قياس شغلية التنفس يتطلب أجهزة معقدة، فإن قياسه لدى المرضى المصابين بأمراض حادة وخطيرة أمر صعب ومحفوف بالمخاطر. بدلاً من ذلك، يحدد الأطباء ما إذا كان شغل التنفس يزداد من خلال التقييم الكلي (Gestalt) أو من خلال فحص المريض بحثًا عن علامات زيادة جهد التنفس. تشمل هذه العلامات توسع الأنف وانقباض العضلة القصية الخشائية وتناقض العضلة الصدرية البطنية.

## شغلية التنفس في الغوص تحت الضغط المحيط
يتأثر شغل التنفس بعدة عوامل في الغوص تحت الماء عند الضغط المحيط. فهناك تأثيرات فسيولوجية للغمر وتأثيرات فيزيائية للضغط المحيط وخليط غاز التنفس وتأثيرات ميكانيكية لنظام إمداد الغاز.

### تأثيرات الغمر
يمكن أن تختلف خصائص الرئة إذا وُجد فرق ضغط بين إمداد غاز التنفس والضغط المحيط على الصدر. يكون الضغط الداخلي المريح في الرئتين مساويًا للضغط عند الفم، وفي حالة الغواص المغمور، قد يختلف الضغط على الصدر عن الضغط عند الفم حسب وضع الغواص في الماء. يُسمى هذا الفرق في الضغط حمل الرئة الساكن أو اختلال التوازن الهيدروستاتيكي.
يحدث حمل الرئة الساكن السلبي عندما يكون ضغط إمداد الغاز أقل من الضغط المحيط عند الصدر، ويحتاج الغواص إلى بذل جهد أكبر للاستنشاق. يُحفز فرق الضغط السلبي الصغير داخل الممرات الهوائية احتقان الدم في الأوعية الدموية الرئوية القابلة للتمدد، مما يقلل من مرونة أنسجة الرئة ويجعل الرئة أكثر صلابة من المعتاد، مما يتطلب جهدًا عضليًا أكبر لتحريك حجم معين من الغاز عبر الممرات الهوائية. يمكن أن يحدث هذا التأثير في غواص الدائرة المفتوحة المستقيم، حيث يكون الصدر أعمق من منظم الضغط، وفي غواص إعادة التنفس إذا كان الصدر أعمق من الرئة المقابلة، مما يزيد من جهد التنفس، وفي الحالات القصوى يؤدي إلى ضغط ديناميكي على مجرى الهواء. لم تُثبت آثار الحمل الرئوي الساكن الإيجابي في هذه الظروف بوضوح، ولكنها قد تؤخر هذا التأثير.

## تأثيرات الضغط وتركيب الغاز
تتناسب كثافة خليط غازي معين طرديًا مع الضغط المطلق عند درجة حرارة ثابتة ضمن نطاق الضغوط التنفسية، وتعتمد مقاومة التدفق على سرعة التدفق وكثافته ولزوجته.
مع زيادة الكثافة، يزداد فرق الضغط اللازم لتحقيق معدل تدفق معين. عندما تتجاوز الكثافة حوالي 6 غ/لتر، تقل قدرة الغواص على تحمل التمرين بشكل ملحوظ، وتصبح ضئيلة عند 10 غ/لتر. في هذه المرحلة، حتى الجهد المعتدل قد يُسبب تراكمًا لثاني أكسيد الكربون لا يمكن عكسه بزيادة التهوية، لأن الشغل المطلوب لزيادة التهوية يُنتج ثاني أكسيد كربون أكثر من التخلص منه، وقد يُعيق ضغط مجرى الهواء الديناميكي تدفق الهواء. في بعض الحالات، قد يلجأ الشخص إلى السعال والزفير لمحاولة زيادة تدفق الهواء. يمكن تأخير هذا التأثير باستخدام غاز أقل كثافة، مثل الهيليوم، في خليط التنفس للحفاظ على الكثافة الكلية أقل من 6 غ/لتر.
في الهواء أو النيتروكس، تنخفض التهوية القصوى إلى النصف تقريبًا عند عمق 30 مترًا، أي ما يعادل 4 بار ضغطًا مطلقًا، وكثافة غاز تبلغ حوالي 5.2 غ/لتر. ويصل الحد الأدنى الموصى به للتهوية الناعمة، وهو 6 غ/لتر، إلى حوالي 36 مترًا، وعند حد عمق الغوص الترفيهي الموصى به وهو 40 مترًا، تصل كثافة الهواء والنيتروكس إلى 6.5 غ/لتر.
يتناسب الحد الأقصى للتهوية الإرادية وقدرة التنفس عكسيًا تقريبًا مع الجذر التربيعي لكثافة الغاز، والذي يتناسب طرديًا مع الضغط المطلق لأي غاز. يساعد استخدام غاز منخفض الكثافة، مثل الهيليوم أو الهيدروجين، بدلاً من النيتروجين في الخليط، ليس فقط على تقليل التأثيرات المخدرة، بل أيضًا على تقليل الكثافة، وبالتالي على شغلية التنفس. ولكي يكون الخليط غير قابل للاشتعال، يجب أن يحتوي على أقل من 4% حجمًا من الأكسجين في الخليط الغني بالهيدروجين. ولا يؤثر وجود وتركيز مخففات أخرى، مثل النيتروجين أو الهيليوم، على حد قابلية الاشتعال في الخليط الغني بالهيدروجين

## جهاز التنفس تحت الماء
في مجال الغوص، غالبًا ما يُشار إلى أداء أجهزة التنفس [الإنجليزية] بـ "شغل التنفس". في هذا السياق، يُقصد به عمومًا الشغل الخارجي لمتوسط نفس واحد مأخوذ من خلال الجهاز المُخصص في ظل ظروف مُحددة من الضغط المُحيط، والبيئة تحت الماء، ومعدل التدفق أثناء دورة التنفس، وخليط الغازات - قد يتنفس الغواصون تحت الماء غاز تنفس غني بالأكسجين لتقليل خطر الإصابة بداء تخفيف الضغط، أو غازات تحتوي على الهيليوم لتقليل التأثيرات المُخدرة. كما يُقلل الهيليوم من شغل التنفس عن طريق تقليل كثافة الخليط، على الرغم من أن لزوجته أعلى بقليل من لزوجة النيتروجين. توجد معايير لهذه الظروف، ولإجراء مقارنات مفيدة بين أجهزة التنفس، فإنها تُختبر وفقًا لنفس المعيار.
أنظمة التدفق الحر: في جهاز التنفس ذي التدفق الحر [الإنجليزية]، يتنفس المستخدم من حجم غاز الضغط المُحيط أمام وجهه. إذا كان الإمداد كافيًا، يُطرد غاز الزفير عبر تدفق غاز جديد، ويُستنشق فقط - فلا توجد مساحة فارغة. يتأثر شغل التنفس بكثافة الغاز بسبب الضغط وتركيبه، وقد يكون هناك حمل رئوي ثابت موجب أو سالب، ولكن لا يوجد شغل تنفس خارجي إضافي بسبب تدفق الهواء عبر جهاز التنفس. لهذا السبب، غالبًا ما يستخدم الغواصون الذين يستخدمون التزويد السطحي والذين يبذلون جهدًا شاقًا تحت الماء أنظمة التدفق الحر.
أنظمة الطلب:
أنظمة إعادة التدوير: يتكون شغل تنفس جهاز إعادة التنفس من مكونين رئيسيين: شغل التنفس المقاوم الناتج عن تقييد تدفق ممرات الغاز، مما يُسبب مقاومة لتدفق غاز التنفس، وهو موجود في جميع التطبيقات التي لا تتوفر فيها تهوية خارجية. أما شغل التنفس الهيدروستاتيكي، فهو ينطبق فقط على تطبيقات الغوص، وينتج عن اختلاف الضغط بين رئتي الغواص والرئة المضادة لجهاز إعادة التنفس. ويعود هذا الاختلاف في الضغط عادةً إلى اختلاف الضغط الهيدروستاتيكي الناتج عن اختلاف العمق بين الرئة والرئة المضادة، ولكن يمكن تعديله عن طريق موازنة الجانب المتحرك من الرئة المضادة للمنفاخ.
شغل التنفس المقاوم هو مجموع جميع القيود على التدفق الناتج عن الانحناءات، والتموجات وتغيرات اتجاه التدفق وضغوط تشقق الصمامات والتدفق عبر وسائط الغسيل وما إلى ذلك، ومقاومة تدفق الغاز الناتج عن القصور الذاتي واللزوجة والتي تتأثر بالكثافة، والتي تعتمد على الوزن الجزيئي والضغط. يمكن أن يحد تصميم جهاز إعادة التنفس من الجوانب الميكانيكية لمقاومة التدفق، لا سيما من خلال تصميم جهاز تنقية الغاز، والرئتين المضادتين، وخراطيم التنفس. تتأثر أجهزة إعادة التنفس للغوص باختلافات شغل التنفس الناتج عن اختيار خليط الغاز وعمقه. يُقلل محتوى الهيليوم من شغل التنفس، بينما يزيد العمق من شغل التنفس. كما يمكن أن يزداد شغل التنفس بسبب الرطوبة الزائدة لوسط جهاز تنقية الغاز، والتي عادةً ما تكون نتيجة لتسرب في حلقة التنفس أو استخدام حجم حبيبات صغير جدًا من المادة الماصة. يُسبب كلا العاملين تقييدًا لتدفق الغاز.
طُورت أنظمة إعادة التنفس شبه المغلقة بواسطة شركة Drägerwerk [الإنجليزية]في أوائل القرن العشرين كمصدر لغاز الغوص لملابس الغوص القياسية [الإنجليزية]، باستخدام الأكسجين أو النيتروكس، وخوذة البحرية الأمريكية Mark V Heliox التي تم تطويرها في ثلاثينيات القرن العشرين للغوص العميق، حيث تم توزيع غاز التنفس من خلال الخوذة والجهاز الغسلي باستخدام نظام حقن حيث تم جر الغاز المضاف إلى غاز الحلقة وإنتاج تيار من الغاز الغسلي عبر الغواص داخل الخوذة، مما أدى إلى القضاء على المساحة الميتة الخارجية والشغل المقاوم للتنفس، ولكنه لم يكن مناسبًا لمعدلات التنفس العالية.

### معايير اختبار أجهزة التنفس تحت الماء
EN 250:2014. أجهزة التنفس - جهاز غوص يشغل بالهواء المضغوط بدائرة مفتوحة - المتطلبات، الاختبار، وضع العلامات.
EN 14143:2013. أجهزة التنفس. جهاز غوص لإعادة التنفس بدائرة مفتوحة.
EN 15333-1: 2008 COR 2009 - أجهزة التنفس - جهاز غوص يشغل بالغاز المضغوط بدائرة مفتوحة مزود بسلك سرة - الجزء 1: جهاز الطلب.
BS 8547:2016 تُحدد متطلبات منظمات الطلب المستخدمة على أعماق تزيد عن 50 مترًا.

### الاختلافات وإدارة شغل التنفس
تشمل العوامل المؤثرة على شغلية تنفس جهاز التنفس تحت الماء كثافة الغاز ولزوجته ومعدلات تدفقه وضغط التكسير (فرق الضغط اللازم لفتح صمام الطلب) والضغط الخلفي فوق صمامات العادم. يؤثر اتجاه الغواص على الأعماق النسبية للرئتين والمنظم أو حلقة التنفس، مما قد يُسبب اختلافًا بين ضغط التنفس الإيجابي والسلبي.
يتضمن تنفس الغواص جانبًا فسيولوجيًا، بالإضافة إلى جانب الجهاز. فبالنسبة لمزيج معين من غازات التنفس، تزداد الكثافة مع زيادة العمق. ويتطلب الغاز الأعلى كثافةً جهدًا أكبر لتسريع الغاز في الانتقالات بين الشهيق والزفير. لتقليل شغلية التنفس، يمكن تقليل سرعة التدفق، ولكن هذا سيقلل من معدل دوران الغاز في الحويصلات الهوائية ما لم يزيد عمق التنفس للتعويض. يُحسّن التنفس العميق البطيء كفاءة التنفس من خلال زيادة دوران الغاز في الحويصلات الهوائية، ويجب الحد من الجهد المبذول لمواكبة نقل الغاز المحتمل من معدل دوران الغاز في الحويصلات الهوائية، والذي يُمكن الحفاظ عليه بشكل مريح لفترات طويلة. قد يؤدي تجاوز هذا الحد الأقصى من الجهد المستمر إلى تراكم ثاني أكسيد الكربون، مما قد يؤدي إلى تسارع معدل التنفس مع زيادة الاضطراب، مما يؤدي إلى انخفاض الكفاءة، وانخفاض معدل دوران الهواء (RMV)، وزيادة جهد التنفس في حلقة تغذية راجعة إيجابية. في الأعماق الشديدة، يمكن أن يحدث هذا حتى مع مستويات جهد منخفضة نسبيًا، وقد يكون من الصعب أو المستحيل كسر هذه الحلقة. يمكن أن يكون الإجهاد الناتج سببًا للذعر، حيث يُنظر إلى نقص إمداد الغاز بسبب تراكم ثاني أكسيد الكربون، على الرغم من أن الأكسجين قد يكون كافيًا.
يزيد الحمل الساكن السلبي للرئة من جهد التنفس، وقد يختلف تبعًا للعمق النسبي للحجاب الحاجز المنظم للرئتين في معدات الدائرة المفتوحة، والعمق النسبي للرئة المقابلة للرئتين في جهاز إعادة التنفس.
تُعد كثافة الغاز عند الضغط المحيط عاملًا مقيدًا لقدرة الغواص على التخلص من ثاني أكسيد الكربون بفعالية في العمق لجهد تنفس معين. عند زيادة الضغط المحيط، تؤدي زيادة كثافة غاز التنفس إلى زيادة مقاومة مجرى الهواء. تنخفض التهوية القصوى أثناء التمرين والتهوية القصوى الإرادية كدالة للكثافة، والتي تتناسب طرديًا مع الضغط في خليط غازات معين. يُقدَّر الحد الأقصى للتهوية الإرادية بدالة الجذر التربيعي لكثافة الغاز. ويحدُّ معدل تدفق الزفير من خلال التدفق المضطرب المستقل عن الجهد. وبمجرد حدوث ذلك، فإن أي محاولات أخرى لزيادة معدل التدفق تُؤتي ثمارها عكسية وتُسهم في تراكم المزيد من ثاني أكسيد الكربون. وتتفاقم آثار الحمل الساكن السلبي للرئة بزيادة كثافة الغاز.
وللتقليل من خطر فرط ثاني أكسيد الكربون، قد يتبنى الغواصون نمط تنفس أبطأ وأعمق من المعتاد بدلًا من نمط تنفس سريع وضحل، لأن هذا يُحقق أقصى تبادل للغازات لكل وحدة جهد من خلال تقليل الاضطراب والاحتكاك وتأثيرات المساحة الميتة.

### احتباس ثاني أكسيد الكربون والسمية
ثاني أكسيد الكربون ناتجٌ عن شغلية أيض الخلايا، ويُطرح عن طريق تبادل الغازات في الرئتين أثناء التنفس. يختلف معدل الإنتاج باختلاف الجهد المبذول، ولكن هناك حدٌّ أدنى أساسي. إذا كان معدل الإخراج أقل من معدل الإنتاج، ترتفع مستوياته، مما يُسبب أعراضًا سمية كالصداع وضيق التنفس والضعف العقلي، وصولًا إلى فقدان الوعي، مما قد يؤدي إلى الغرق. في الغوص، هناك عوامل تزيد من إنتاج ثاني أكسيد الكربون (الجهد المبذول)، وعوامل أخرى قد تُعيق شغلية الإخراج، مما يجعل الغواصين أكثر عرضة لتسمم ثاني أكسيد الكربون.
يُستهلك الأكسجين ويُنتَج ثاني أكسيد الكربون بنفس الكميات تحت الماء كما هو الحال على السطح بنفس مقدار الشغل، لكن التنفس يتطلب جهدًا، ويمكن أن يكون شغل التنفس أكبر بكثير تحت الماء، وشغل التنفس يُشبه أشكال الشغل الأخرى في إنتاج ثاني أكسيد الكربون.
قدرة الغواص على الاستجابة لزيادة شغل التنفس محدودة. مع زيادة شغلية التنفس، يزيد إنتاج ثاني أكسيد الكربون الإضافي من الحاجة إلى معدل إخراج أعلى، يتناسب طرديًا مع التهوية، وذلك في حالة إهمال ثاني أكسيد الكربون في هواء الشهيق.
يعد إنتاج ثاني أكسيد الكربون بواسطة الأنسجة وظيفة بسيطة لشغلية استقلاب الأنسجة واستهلاك الأكسجين. كلما زاد الشغل المبذول في الأنسجة، زاد استهلاك الأكسجين وإنتاج ثاني أكسيد الكربون. تعتمد إزالة ثاني أكسيد الكربون من الحويصلات الهوائية على تدرج الضغط الجزئي لانتشار ثاني أكسيد الكربون بين الدم وغاز الحويصلات الهوائية. ويتم الحفاظ على هذا التدرج عن طريق طرد ثاني أكسيد الكربون من الحويصلات الهوائية أثناء التنفس، والذي يعتمد على استبدال الهواء في الحويصلات الهوائية بثاني أكسيد الكربون أكثر عن طريق الهواء ذي ثاني أكسيد الكربون الأقل. كلما زادت حركة الهواء داخل وخارج الحويصلات الهوائية أثناء التنفس، زادت كمية ثاني أكسيد الكربون التي تُطرد، وزاد تدرج الضغط بين الدم الوريدي وغاز الحويصلات الهوائية الذي يدفع انتشار ثاني أكسيد الكربون من الدم. يعتمد الحفاظ على مستويات ثاني أكسيد الكربون الصحيحة بشكل حاسم على التهوية الرئوية الكافية، وهناك جوانب متعددة للغوص يمكن أن تؤثر على التهوية الرئوية الكافية.
قد يؤدي احتباس ثاني أكسيد الكربون نتيجةً لفرط التنفس إلى ظهور أعراض مباشرة لتسمم ثاني أكسيد الكربون، بالإضافة إلى تأثيرات تآزرية مع تخدير النيتروجين وتسمم الجهاز العصبي المركزي بالأكسجين، والذي يتفاقم بسبب توسع الأوعية الدموية الدماغية الناتج عن ارتفاع مستويات ثاني أكسيد الكربون، مما يؤدي إلى زيادة جرعة الأكسجين الواصلة إلى الدماغ.

### قياس أداء أجهزة التنفس تحت الماء
تُستخدم أداء منظمات التنفس [الإنجليزية] (ANSTI) لإجراء اختبار آلي لأجهزة التنفس تحت الماء.